# Klaus Jänich
Klaus Werner Jänich (Dresden, 24 de janeiro de 1940) é um matemático alemão.

## Vida e carreira
Jänich estudou inicialmente física e depois matemática em Jena, Tübingen e Bonn, obtendo um doutorado em 1964 na Universidade de Bonn, orientado por Friedrich Hirzebruch, com a tese Vektorraumbündel und der Raum der Fredholmschen Operatoren. Em 1965 trabalhou na Universidade Cornell e em 1966/1967 no Instituto de Estudos Avançados de Princeton. É desde 1969 professor ordinário de matemática da Universidade de Regensburg.
Jänich trabalha desde a década de 1960 com topologia algébrica e topologia diferencial. Em 1965 provou o teorema de Atiyah-Jänich conjecturado por Michael Atiyah.
Seu livro com Theodor Bröcker sobre topologia diferencial é um texto clássico, que foi traduzido para o inglês.

## Obras
- Funktionentheorie – eine Einführung. Springer-Verlag, 6. Edição 2004, ISBN 3540203923.
- Lineare Algebra. Springer-Verlag, 10. Edição 2007, ISBN 3540402071.
- Topologie. Springer-Verlag, 8. Edição 2005, ISBN 978-3-540-21393-2, doi:10.1007/b138142 (Topologia geral, traduzido para o inglês na série Undergraduate Texts in Mathematics, Springer-Verlag, 1984).
- Analysis für Physiker und Ingenieure- ein Lehrbuch für das zweite Studienjahr – Funktionentheorie, Differentialgleichungen, spezielle Funktionen. Springer-Verlag, 4. Edição 2001, ISBN 3540419853.
- Vektoranalysis. Springer-Verlag, 4. Edição 2003, ISBN 3-540-00392-4, doi:10.1007/978-3-662-10750-8 (esclarece tanto a terminologia clássica bem como formas diferenciais).
- com Theodor Bröcker: Einführung in die Differentialtopologie. Springer-Verlag, Heidelberger Taschenbücher 1973, Reimpressão 1990, ISBN 3540064613.
- Mathematik – Geschrieben für Physiker. 2 Volumes, Springer-Verlag, Volume 1, 2. Edição 2005, ISBN 3540213929, Volume 2, 2002, ISBN 3540428399 (no Volume 2 análise vetorial e análise em múltiplas variáveis).
- Jänich: Vektorraumbündel und der Raum der Fredholm-Operatoren. (Tese), Mathematische Annalen Volume 161, 1965, p. 129–142.
- Jänich: Caustics and Catastrophes. Mathematische Annalen Volume 209, 1974, p. 161–180.
- Jänich: Symmetry Properties of Singularities of {\displaystyle C^{\infty }}-Functions. Mathematische Annalen, Volume 238, 1978, p. 147–156.
- Jänich: Charakterisierung der Signatur von Mannigfaltigkeiten durch eine Additivitätseigenschaft. Inventiones Mathematicae Volume 6, 1968, p. 35–40.
- Jänich: On the Classification of {\displaystyle O(n)}-Manifolds. Mathematische Annalen, Volume 176, 1968, p. 53–76.